# Дарел Веш
Дарел Веш (енгл. Darrell Wesh; Вирџинија, 21. јануар 1992) је хаићански атлетичар који се такмичи у спринтерским дисциплинама. До средине 2015. такмичио се за САД.
За САД је на Првенству Средње Америке и Кариба за млађе сениоре (У-23) 2012. са штафетом 4 × 100 метара освојио је прво место. Након промене националних боја на Панамеричким играма 2015. у Торонту дошао је до полуфинала трке на 100 метара. Учесник је Светског првенства у атлетици у дворани 2016. у Портланду.
Њекова сестра Марлена Веш је такође спринтерка.

## Значајнији резултати
| Год.  | Такмичење                   | Место                  | Дисциплина | Плас. | Рез.  | Дет.                                    |
| САД   | САД                         | САД                    | САД        | САД   | САД   | САД                                     |
| ----- | --------------------------- | ---------------------- | ---------- | ----- | ----- | --------------------------------------- |
| 2012. | НАЦАЦ првенство У-23        | Ирапуато, Мексико      | 4 х 100 м  |       | 38,94 |                                         |
| САД   |                             |                        |            |       |       |                                         |
| 2015. | Панамеричке игре            | Торонто, Канада        | 100 м      | 13.   | 10,32 |                                         |
| 2015. | НАЦАЦ првенство             | Сан Хосе, Костарика    | 100 м      | 16    | 10,39 | Архивирано на веб-сајту (4. март 2016)  |
| 2016  | Светско првенство у дворани | Портланд, САД          | 60 м       | 32.   | 6,77  | Архивирано на веб-сајту (22. март 2016) |
| 2016  | Олимпијске игре             | Рио де Жанеиро, Бразил | 100 м      | 54.   | 10,39 |                                         |

## Лични рекорди
- Трка на 60 метара (дворана) – 6,57 (2013)
- Трка на 100 метара – 10,14 (2013)
- Трка на 200 метара – 20,70 (2013)